# 近藤綸二
近藤 綸二（こんどう りんじ、1899年10月8日 - 1982年4月12日）は、日本の弁護士、裁判官。東京高等裁判所長官などを務めた。

## 経歴
東京市生まれ。父は駿河台病院の創立者として知られる近藤次繁であった。兄弟には作家の近藤経一や東京女子医科大学教授の近藤台五郎がいる。1923年に東京帝国大学法学部を卒業した。
1924年に弁護士登録をし、原嘉道の事務所に入った後にフランスへ2年ほど留学した。帰国後は、有馬忠三郎の事務所に入ったが、後に独立し、帝人事件の弁護なども担当した。この間、1947年に、第一東京弁護士会の副会長となり、司法修習制度と弁護士法制定をめぐってGHQと折衝を重ねた。同年には、海野普吉らとともに自由人権協会を創設し、以降、専務理事や副理事長などを務めた。この頃には、松川事件の弁護にも関わった。1951年に中央大学法学部教授となり、フランス法を担当した。
法曹一元化の流れの中で、田中耕太郎最高裁判所長官の意を受けて裁判官に転じ、1952年に東京家庭裁判所所長、以降、広島高等裁判所、名古屋高等裁判所で長官を務め、1963年に東京高等裁判所長官となった。この間、1963年2月28日の名古屋高裁における、吉田岩窟王事件の無罪判決の言い渡しに際し、法廷での映像の収録を、名古屋高裁長官として許可した。
その後も、東京弁護士会に籍を置いて、弁護士としての活動を続けた。1969年には勲一等叙勲の内示があったが、人間に等級をつけるべきでないとしてこれを辞退した。

## 関連文献
- 内藤頼博『自由人 近藤綸二 - 法曹の生涯（復刻版）』2003年、296頁。ISBN 978-4-535-57604-9。